# The Mission (jeu vidéo)
Pour les articles homonymes, voir The Mission.
The Mission est un jeu vidéo d'action-aventure, développé par EMG et édité par MC2-Microïds, sorti sur PlayStation en décembre 2000.
Le jeu est inspiré d'une publicité de l'équipementier sportif Nike, diffusée durant l'Euro 2000.

## Scénario
Dans une atmosphère surréaliste, des footballeurs affrontent des ninjas pour récupérer un objet tant convoité, leur ballon de football,.

### Footballeurs représentés
Les neuf protagonistes du jeu, sont de célèbres footballeurs :
- Fabio Cannavaro
- Ashley Cole
- Edgar Davids (présent sur la jaquette du jeu)
- Luís Figo
- Pep Guardiola
- Dietmar Hamann
- Thierry Henry
- Nwankwo Kanu
- Lilian Thuram

## Accueil
- Jeuxvideo.com : 6/20[4]